# Borra (biologia)

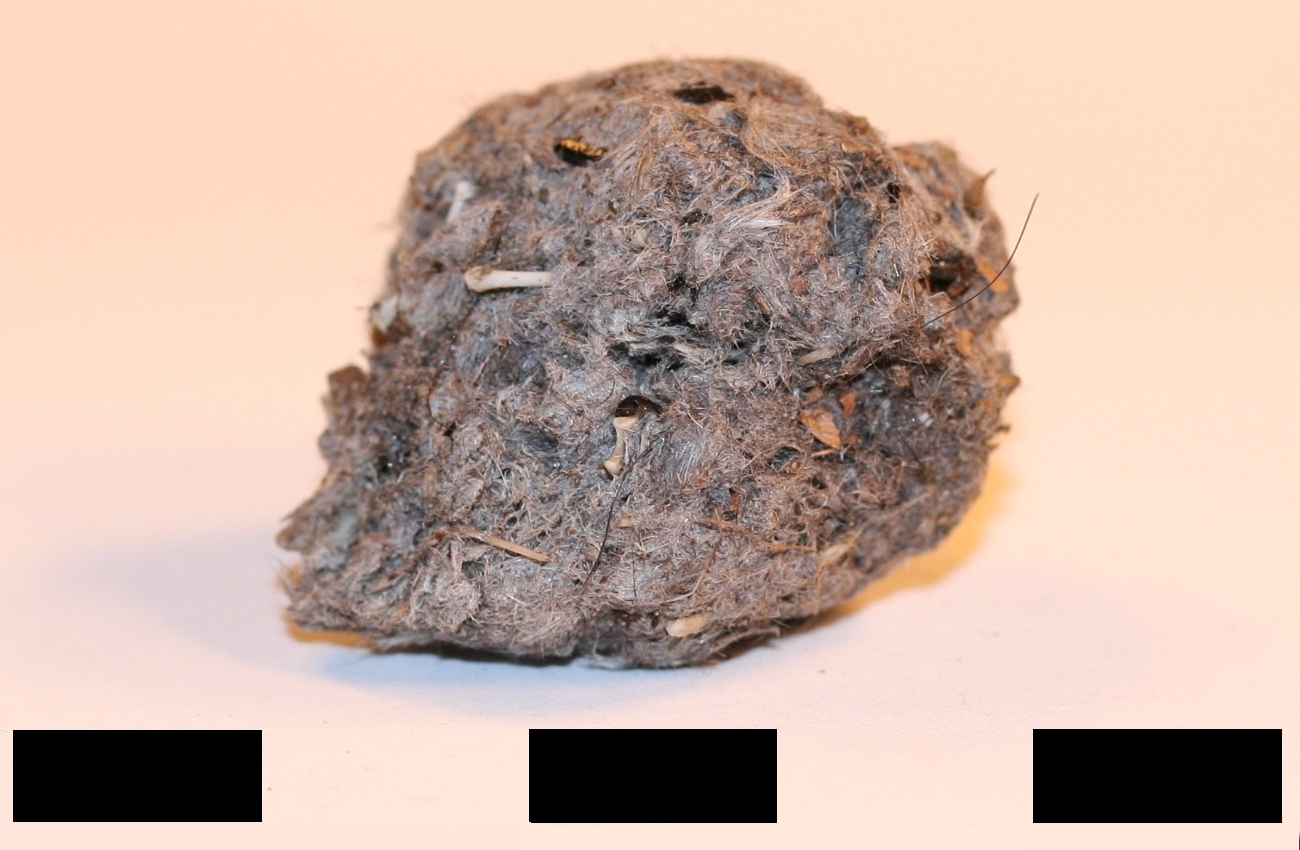
Borra di uccello.1 segmento = 1 cm

La borra è un rigurgito costituito da cibo indigesto eliminato da alcune specie animali, come uccelli rapaci e mammiferi carnivori, a seguito di un pasto.
Molti uccelli rapaci, i felini, le iene si nutrono di roditori, uccelli, e insetti che inghiottono pressoché per intero, con tutta la pelliccia. La maggior parte della preda catturata è però costituita da elementi che l'apparato digerente dei predatori non è in grado di digerire e assimilare. Le carni rappresentano la parte digeribile del pasto mentre la pelliccia, le ossa e le penne della preda vengono appallottolate dallo stomaco del predatore che, all'incirca ogni 12 ore, espelle dalla bocca attraverso un rigurgito. La borra non è solo il frutto del pasto di un predatore. Durante la cura della pelliccia, molti felini ingurgitano abbondanti quantità di peli che vengono poi presto espulsi sotto forma di borra.
Biologicamente l'analisi delle borre può essere utile per definire le abitudini alimentari degli animali selvatici, in particolare dei rapaci. Per fini statistici e per ricerca è fondamentale sapere di cosa si sono nutriti i rapaci, quanto sia stato abbondante il pasto e quale sia stata la frequenza del pasto. L'osservazione e l'analisi della borra fornisce dati e informazioni essenziali per interpretare l'equilibrio all'interno della catena alimentare.